# Cestius Gallus
Cestius Gallus – namiestnik Syrii za czasów Nerona. W roku 66 n.e. próbował stłumić powstanie żydowskie w Palestynie. Nie udało mu się to jednak i zmuszony został do odstąpienia od oblężenia Jerozolimy.